# Wereldkampioenschappen boogschieten 1963
De wereldkampioenschappen boogschieten 1963 waren door de Fédération Internationale de Tir à l'Arc (FITA) georganiseerde kampioenschappen voor boogschutters. De 22e editie van de wereldkampioenschappen vond plaats in de Finse hoofdstad Helsinki van 24 tot en met 27 juli 1963.

## Medailles

### Recurve
| Onderdeel             | Goud | Goud                                          | Zilver | Zilver                                    | Brons | Brons                                     |
| --------------------- | ---- | --------------------------------------------- | ------ | ----------------------------------------- | ----- | ----------------------------------------- |
| Mannen (individueel)  | USA  | Charles Sandlin                               | USA    | Joe Thornton                              | USA   | David Keaggy Jr.                          |
| Mannen (team)         | USA  | David Keaggy Jr. Charles Sandlin Joe Thornton | FRA    | Jean Becken M. Giro André Isabey          | SWE   | E. Eliasson Arne Ljungqvist Bertil Olsson |
| Vrouwen (individueel) | USA  | Victoria Cook                                 | USA    | Nancy Vonderheide                         | FIN   | Marjatta Niemi                            |
| Vrouwen (team)        | USA  | Victoria Cook Helen Nelson Nancy Vonderheide  | FIN    | Maire Lindholm Marjatta Niemi Aino Yrjölä | GBR   | Ann Brien Sheila Kemp Shirley Lyons       |

### Medaillespiegel
| Plaats | Land                | Goud | Zilver | Brons | Totaal |
| 1      | Verenigde Staten    | 4    | 2      | 1     | 7      |
| 2      | Finland             | 0    | 1      | 1     | 2      |
| 3      | Frankrijk           | 0    | 1      | 0     | 1      |
| 4      | Verenigd Koninkrijk | 0    | 0      | 1     | 1      |
| 4      | Zweden              | 0    | 0      | 1     | 1      |
| Totaal | Totaal              | 4    | 4      | 4     | 12     |